# Rosa Smester
Rosa Smester Marrero (Santiago de los Caballeros, República Dominicana, 30 de agosto de 1874 -15 de febrero de 1945) fue maestra, feminista, escritora y defensora del nacionalismo dominicano. Colaboró en la fundación de la Sociedad San Vicente de Paul  y la Biblioteca «Amante de la Luz»,primera biblioteca pública de la nación. Impartió conferencias en su país, República Dominicana y el extranjero, sobre temas literarios y feministas, defendiendo los derechos para la mujer.

## Trayectoria
Nació en Santiago de los Caballeros, República Dominicana, el 30 de agosto de 1874. Hija de Paul Emmanuel (Pablo) Smester y Dolores Trinidad ( Dada) Marrero.
Rosa Smester recibió de su madre, los primeros vestigios de educación, quien le enseñaba décimas de Juan Antonio Alix, y que luego ella recitaba públicamente por dulces y dinero. Años más tarde, inició en la escuela de niñas de Santiago, recibiendo orientación de Socorro Sánchez y Jaguar Rodríguez. Ya de adolescente recibió formación del profesor Italiano Salvador Cucurullo.
Smerter Marrero inició su labor docente en 1897 impartiendo, en su casa, clases de francés a niños. Para 1900 se invistió como profesora auxiliar de la escuela superior de señoritas de Santiago, al tiempo que sostuvo una escuela particular. Un año más tarde se confirmó como profesora de este instituto, de las asignaturas sintaxis, literatura, historia y francés.Ya para 1911 abrió una escuela particular en Montecristi que llevó el mismo nombre del fundado anteriormente en Santiago. En esta ciudad también fue maestra de la Escuela anormal Superior, .
En 1916 se le otorgó el título de  Maestra Normal.  
Como maestra de la Escuela Normal Superior de Montecristi,  preparó el primer grupo de Maestras Normales y dirigió la Escuela Superior de Señoritas de Montecristi.
En 1922 fundó la Sociedad San Vicente de Paul y fue sostenedora del auspicio de 1923 que llevó el mismo nombre.
Vivió en París , de 1927 a 1937, acompañando a su hijo a estudiar en el país europeo, donde además dirigió un instituto de señorita y dio clases particulares. A su regreso a República dominicana, 1934, ocupa el puesto de maestra en el Liceo Ullises Francisco Spaillat hasta 1939.
Cuando los marines norteamericanos ocuparon la República Dominicana, en 1916-1924, Rosa Smester escribió en la prensa nacional su entera oposición a la ocupación. Además fue parte de la Junta Patriótica de Damas, que exigió la salida de las fuerzas extranjeras en suelo dominicano. Se negó a hablar en inglés como otra forma de resistencia, alegando que si hablaba ese idioma los estadounidenses también habrían ocupado su mente.
Demostró su oposición a la intervención norteamericana de 1916 a través de duros trabajos periodísticos publicados en revistas literarias  de Santiago y Barcelona, dictó conferencias en Montecristi en el Ateneos Amantes de la luz; en la Sociedad Renovación de Puerto Plata; en la acción femenina de Barcelona y en la unión de mujeres francesas. Fue miembro de estas dos últimas agrupaciones.

## Reconocimiento
-En Santo Domingo hay una calle que lleva su nombre. Nace en la calle Eugenio Deschamps hasta la calle Aída Cartagena Portalatín, entre sus paralelas, la calle Olof Palme y Mercedes Mota. (18°28′16″N 69°57′28″O / 18.4710607, -69.9577975) 
-En la ciudad de Montecristi, República Dominicana, en la avenida Benito Monción # 33 se encuentra la Escuela Básica Rosa Smester.